# Notaulacella fiebrigi
Notaulacella fiebrigi är en tvåvingeart som först beskrevs av Oswald Duda 1930.  Notaulacella fiebrigi ingår i släktet Notaulacella och familjen fritflugor. Inga underarter finns listade i Catalogue of Life.